# Streckbank (Folter)

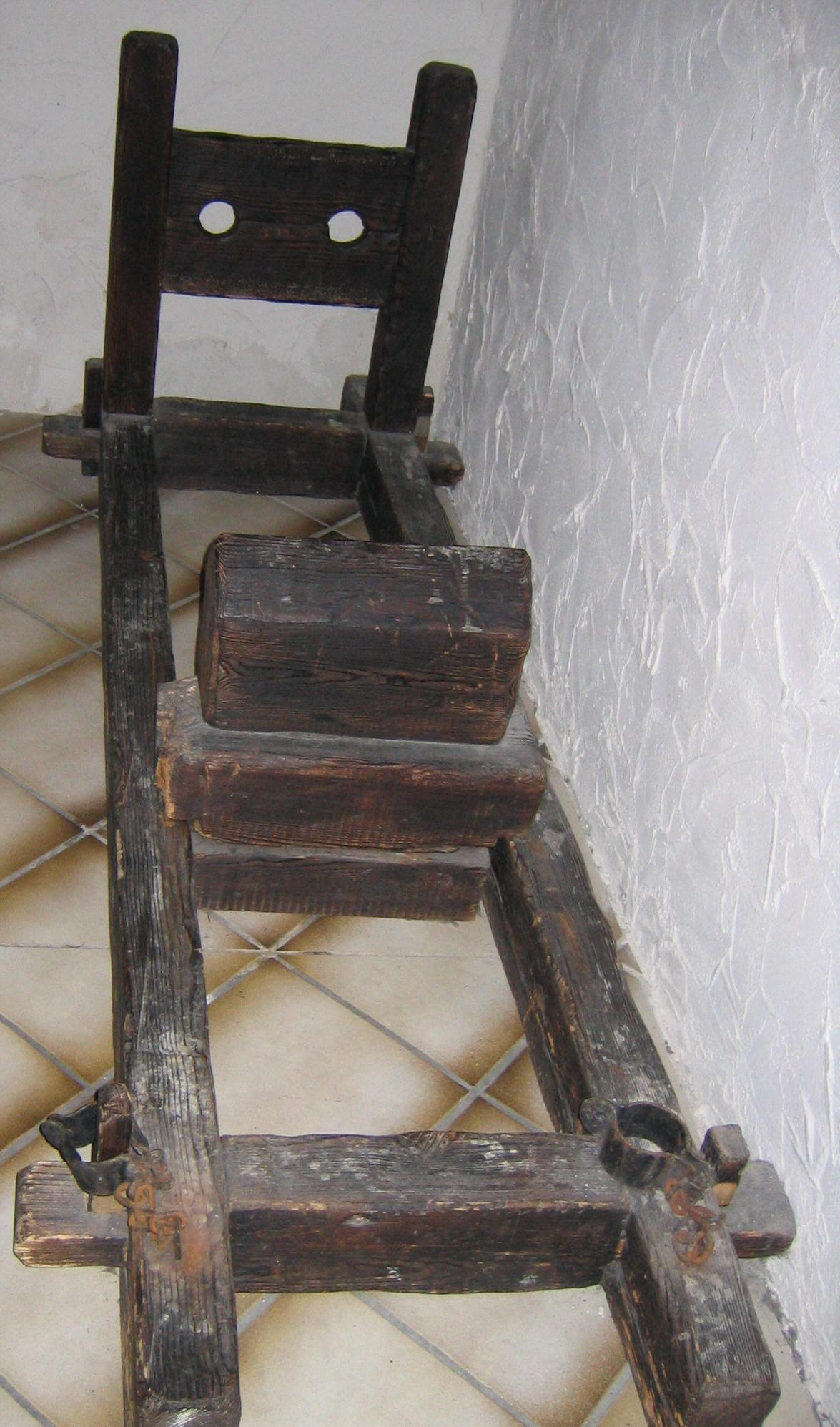
Folterbank (Rekonstruktion im Foltermuseum Freiburg im Breisgau)

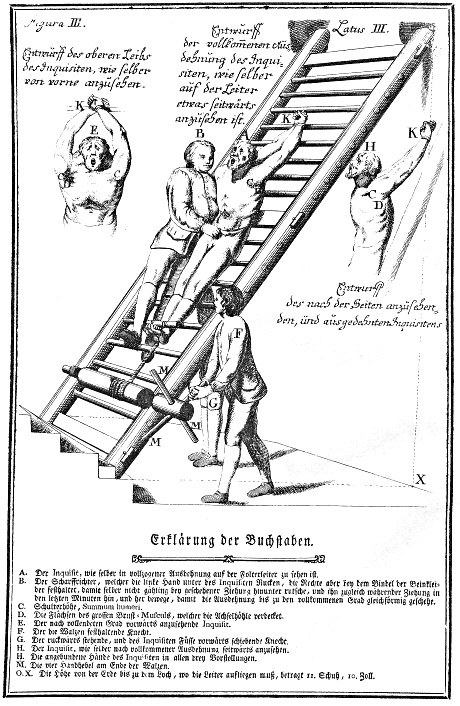
Streckleiter in der Constitutio Criminalis Theresiana von 1768

Die Streckbank (auch Folterbank) ist ein Folterinstrument. Sie gehörte zur  peinlichen Befragung und galt als ein Mittel zur „Wahrheitsfindung“ der Rechtsprechung. Die Streckbank war in Europa vom Mittelalter bis zum beginnenden 19. Jahrhundert im Gebrauch. In deutschsprachigen Gebieten war mit dem Begriff „Folter“ meistens die Folterbank gemeint.
Das auf einem langen Tisch liegende Folteropfer wurde an den Armen und Beinen gefesselt. An einem Ende wurde mit einem Handhebelrad das eine Seil, mit dem meistens die Arme in einer Schlinge gefesselt waren, langsam angezogen, so dass die Gelenke gedehnt oder die Knochen der Gepeinigten aus den Gelenken gelöst wurden. Das andere Ende hingegen, in welchem die Beine an den Füßen gefesselt waren, blieb unbewegt, oder Teile der Bank konnten auseinandergekurbelt werden. Zum Teil wurden zugleich Feuer oder andere Werkzeuge wie glühende Zangen oder Kohlen eingesetzt. Ein ähnliches Instrument wie die Streckbank ist die Streckleiter.
Streckbänke wurden oft mit dem Folterinstrument Gespickter Hase („Stachelrolle“) ergänzt, die meistens in diese stationär eingebaut waren. Die mit Spitzen oder Dornen besetzten Rollen und Walzen, auf denen das Folteropfer hin- und hergezogen wurde, schlitzten dessen Rücken oder Brust auf. Teils gab es auch Streckbänke mit einer schweren obenliegenden Walze, die mit Stahlspitzen besetzt war, sowie Streckleitern, die zusätzlich mit einer mit spitzen Dornen besetzten Rolle ausgestattet waren.

## Verwendung in der Umgangssprache
Die Redewendung jemanden auf die Folter spannen bedeutet „jemandem Informationen vorenthalten und so seine Ungeduld erhöhen“.